# Clara Rojas

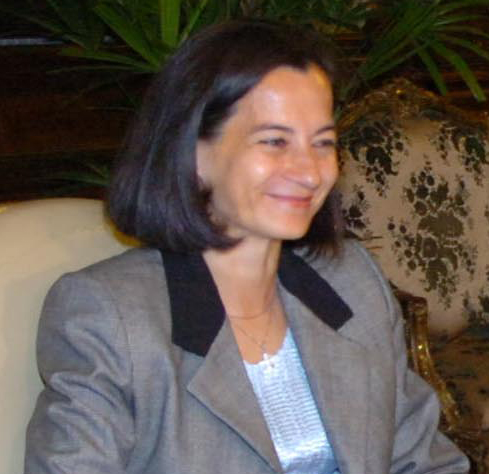
Clara Rojas

Clara Leticia Rojas González (* 20. Dezember 1964 in Bogotá, Kolumbien) ist eine kolumbianische Politikerin und Rechtsanwältin, die von Februar 2002 bis Januar 2008 von FARC-Rebellen als Geisel gefangen gehalten wurde.

## Leben
Clara Rojas ist die Tochter von Clara González de Rojas. Sie wurde 1992 Rechtsanwältin und lernte im selben Jahr Íngrid Betancourt kennen. Gemeinsam gründeten sie 1997 die ökologische Partei Oxígeno Verde (spanisch: Grüner Sauerstoff), deren Vizepräsidentin sie wurde. Als ihr politisches Anliegen bezeichnet sie die Bekämpfung von Krieg, Unrecht und Korruption in Kolumbien.
2002 wurde Clara Rojas Wahlkampfleiterin von Íngrid Betancourt und trat für Oxígeno Verde zu den Präsidentschaftswahlen als Vizepräsidentschaftskandidatin an.

### Entführung durch die FARC
Am 23. Februar 2002 wurden sie und Íngrid Betancourt bei einem Wahlkampfauftritt von Mitgliedern der linksgerichteten Guerillaorganisation FARC entführt. Am 15. Mai 2002 wurde von der FARC ein Video veröffentlicht, auf dem die beiden Frauen zu sehen waren. In einem weiteren Video vom 13. Mai 2003 richtete sie einen Appell an ihre Familie.
Clara Rojas hatte am 16. April 2004 in Gefangenschaft ihren Sohn Emmanuel geboren. Der Vater des Jungen ist der Öffentlichkeit nicht bekannt. Ein Freilassungsangebot lehnte sie ab, weil sie das Schicksal von Íngrid Betancourt in Geiselhaft teilen wollte.

#### Befreiungsversuch
Die FARC hatte laut einem kubanischen Medienbericht vom 18. Dezember 2007 angekündigt, Clara Rojas, ihren Sohn Emmanuel und die am 10. September 2001 entführte ehemalige Kongressabgeordnete Consuelo González freizulassen. Der venezolanische Präsident Hugo Chávez wurde als Vermittler zwischen den Rebellen und der Regierung eingesetzt und hatte einen Plan zur Übergabe der drei Geiseln ausgearbeitet. Die Aktion lief unter dem Codenamen Operation Emmanuel.
Nach mehrfacher Verzögerung der Aktion war sie am 31. Dezember 2007 gescheitert. Die FARC-Rebellen erklärten, sie konnten die Übergabe der Gefangenen nicht durchführen, da es in dem für die Übergabe vorgesehenen Gebiet zu Militäroperationen der kolumbianischen Streitkräfte gekommen sei.
Die mittlerweile freigelassene Clara Rojas und auch Consuelo González berichteten, dass tatsächlich Bombenangriffe und Überflüge durch kolumbianische Militärflugzeuge die bereits zum Jahreswechsel angekündigte Freilassung verhindert hatten. Auch von der kolumbianischen Armee veröffentlichte Informationen, wonach ein hochrangiger FARC-Kommandeur bei Gefechten getötet worden sei, bestätigen indirekt die Version der Guerilla.

#### Sohn im Waisenhaus
Am 4. Januar 2008 erbrachte eine DNA-Analyse, dass sich der in Gefangenschaft geborene Sohn von Clara Rojas in der Obhut der staatlichen Familienfürsorge befindet. NZZ Online berichtete, ein Mann aus El Retorno in der Provinz Guaviare habe ausgesagt, die FARC hätten ihm das Kind unter Androhung von Gewalt zur Pflege übergeben. Da sich der Gesundheitszustand des Kindes verschlechterte, habe er es ins Krankenhaus gebracht, was zur Folge gehabt habe, dass das leidende Kind 2005 in staatliche Obhut überging und nach Bogotá zur Pflege gebracht wurde. Als der Mann nun auf Verlangen der FARC versucht habe, das Kind zurückzuerlangen, habe er den Verdacht geweckt, der schließlich zur Identifikation des Kindes geführt habe.
Nach einem Bericht von teleSUR wurde das schwerkranke Kind Emmanuel von der FARC einer Familie in Bogotá zur Pflege übergeben.

#### Freilassung
Am 10. Januar 2008 hatten die FARC die Koordinaten des Treffpunkts zur Übergabe der Geiseln im Urwald mitgeteilt. Hubschrauber mit Mitarbeitern des Internationalen Komitees vom Roten Kreuz starteten in die Region. Sie brachten die beiden Frauen aus einem Indiodorf in Guaviare über die Grenze nach Venezuela. Von dort wurden sie mit einer kleinen Passagiermaschine in die Hauptstadt Caracas geflogen, wo sie erstmals wieder ihre Familien trafen. Somit kam Clara Rojas nach 2147 Tagen Gefangenschaft wieder zurück in die Freiheit.
Clara Rojas hat am 13. Januar 2008 zum ersten Mal seit 2005 ihren in der Gefangenschaft geborenen Sohn Emmanuel wiedergesehen.

## Veröffentlichungen
- Cautiva, Norma 2009, ISBN 9789584517319 (Ich überlebte für meinen Sohn, dt. von Stephan Gebauer, blanvalet 2009, ISBN 3-7645-0337-8).